# Thesprotia subhyalina
Thesprotia subhyalina är en bönsyrseart som beskrevs av Henri Saussure 1870. Thesprotia subhyalina ingår i släktet Thesprotia och familjen Thespidae. Inga underarter finns listade i Catalogue of Life.